# Morada (lepidòpter)
La morada (Favonius quercus) és una espècie de lepidòpter papilionoïdeu de la família dels licènids (Lycaenidae) present als Països Catalans.

## Distribució
S'estén pel nord d'Àfrica, gran part d'Europa, Àsia Menor i Àsia central fins al sud dels Urals i Kazakhstan. A Europa, es troba des del sud de la península Ibèrica fins a les illes Britàniques, sud d'Escandinàvia, sud de Finlàndia, oest de Rússia i Balcans fins al sud de Grècia. Present a les principals illes mediterrànies, com ara Còrsega, Sardenya, Sicília, Creta, Lesbos, Samos i Rodes. A Catalunya es distribueix per la meitat nord, a excepció de zones agrícoles i dels Pirineus, on és molt local. A la meitat sud només es troba a la Serralada Prelitoral.

## Descripció
Envergadura alar d'entre 26 i 35 mm. Cert dimorfisme sexual, per la major extensió de blau en l'anvers dels mascles. El mascle presenta l'anvers de color blau-violeta metàl·lic amb un ample marge negre a ambdues ales. Femella similar, però amb el blau reduït, o fins i tot absent, a la base de l'ala anterior. Ambdós sexes presenten una cueta prop de l'angle anal de l'ala posterior. El revers és comú als dos sexes, amb el color de fons gris i amb una línia blanca sinuosa ben marcada a la part exterior d'ambdues ales. L'ala posterior presenta un ocel taronja amb centre negre prop del marge i una taca taronja i negra a l'angle anal.

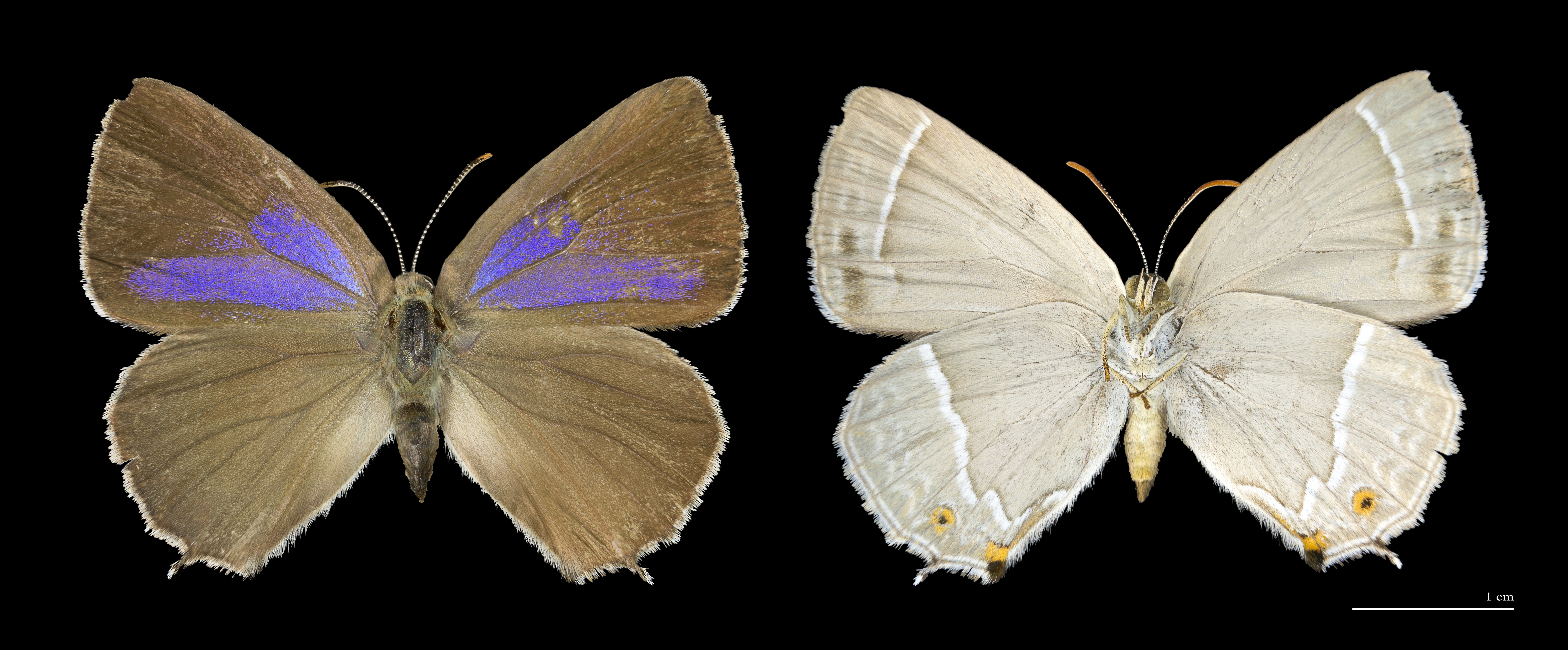
♀ / ♀ △

## Hàbitat
Rouredes humides i alzinars de muntanya, però també matollars secs. Rang altitudinal des del nivell del mar fins als 2000 m a gran part d'Europa, des dels 900 m fins als 2100 m a la península Ibèrica, i des dels 1200 m als 2200 m al nord d'Àfrica. L'eruga s'alimenta de diverses fagàcies del gènere Quercus, com ara l'alzina (Quercus ilex), el garric (Q. coccifera), el roure martinenc (Q. pubescens), el roure pènol, (Q. robur), el roure de fulla grossa (Q. petraea) i el roure cerris (Q. cerris).

## Període de vol i hibernació
Vola en una generació entre juny i setembre. Hiberna com a eruga a l'interior de l'ou.

## Comportament
Es tracta d'una espècie mirmecòfila facultativa, les erugues de la qual són de vegades ateses per Lasius emarginatus o L. niger.
Els mascles són territorials i s'apleguen a les capçades de roures, alzines i altres arbres, de vegades en gran nombre. Ambdós sexes són molt arborícoles, on s'alimenten dels seus exsudats i de les secrecions que els pugons depositen a la fulles, i només baixen a terra per consumir sals minerals. A més, quan fa molta calor, els adults es refugien entre la vegetació en zones ombrívoles, com són les fulles d'esbarzers o sobre l'herba.